# Pedivigliano
Pedivigliano est une commune de la province de Cosenza, dans la région de Calabre, en Italie. 

## Administration
| Période                                  | Période | Identité | Étiquette | Qualité |
| ---------------------------------------- | ------- | -------- | --------- | ------- |
|                                          |         |          |           |         |
| Les données manquantes sont à compléter. |         |          |           |         |

### Hameaux
Borboruso, Villanova, Pittarella

### Communes limitrophes
Altilia, Colosimi, Decollatura, Motta Santa Lucia, Scigliano, Soveria Mannelli